# Mili Avital
Mili Avital, hebreiska: מילי אביטל, född 30 mars 1972 i Jerusalem, är en israelisk skådespelare.
Avital tilldelades ett Ophir Award i kategorin Bästa kvinnliga biroll år 1992 och nominerades 1994 för samma pris i kategorin Bästa kvinnliga huvudroll. Hon är verksam skådespelare i både Israel och USA.

## Biografi
Mili Avital är dotter till Noni och Iko Avital och hon växte upp i Tel Aviv. År 1994 flyttade hon till New York, där hon bor med sin man manusförfattaren Charles Randolph och deras son.

## Filmografi i urval
- 1994 - Stargate
- 1995 - Dead Man
- 1998 - Kissing a Fool
- 2000 - Tusen och en natt
- 2003 - The Human Stain
- 2024 – Jungfru Maria